# Lumbrineris lobata
Lumbrineris lobata är en ringmaskart som beskrevs av Hartmann-Schröder 1960. Lumbrineris lobata ingår i släktet Lumbrineris och familjen Lumbrineridae. Inga underarter finns listade i Catalogue of Life.